# Cursa Popular de Nou Barris
La Cursa Popular de Nou Barris és una cursa atlètica que se celebra anualment al districte de Nou Barris de Barcelona des de l'any 1986, organitzada pel Club d'Atletisme Nou Barris i l'Ajuntament de Barcelona. Amb un recorregut de 10 km, forma part dels actes de la festa major del districte, a la segona quinzena de maig. També se celebra una cursa de 3 km i una caminada popular, així com, activitats centrades en el món de l'atletisme.